# Rhaphium rotundiceps
Rhaphium rotundiceps är en tvåvingeart som först beskrevs av Friedrich Hermann Loew 1861.  Rhaphium rotundiceps ingår i släktet Rhaphium och familjen styltflugor. Inga underarter finns listade i Catalogue of Life.